# روبياس هاغريد
روبياس هاغريد روبيوس (بالإنجليزية: Rubeus Hagrid)‏ شخصية خيالية لساحر في سلسلة هاري بوتر للمؤلفة البريطانية ج. ك. رولنغ. ولد في 6 ديسمبر 1928 لأب من السحرة وأم عملاقة، وهربت أمه بعد ولادته بفترة قصيرة. مات أبوه وهو في سن الحادية عشرة، ثم طُرد من مدرسة هوغوورتس للسحر والشعوذة وسُجن في أزكابان لعدة أشهر بتهمة فتح حجرة الأسرار. حرره ألباس دمبلدور وآمن ببراءته، لذا أصبح هاغريد أكبر الموالين له. أصبح حارس الملاعب، ثم عُين أستاذاً لمادة العناية بالمخلوقات السحرية.
هاغريد هو الذي أحضر هاري بوتر إلى عالم السحرة.